# Endrit Braimllari
Endrit Braimllari – deputowany do Zgromadzenia Albanii z ramienia Socjalistycznego Ruchu Integracji.

## Życiorys
3 grudnia 2016 roku został wybrany na sekretarza generalnego Socjalistycznego Ruchu Integracji oraz był jej przewodniczącym w okręgu Tirana. Z jej ramienia w 2017 roku został deputowanym do albańskiego parlamentu.